# Rupprecht Bernbeck
Rupprecht Bernbeck (* 15. September 1916 in Neumünster; † 29. November 2003) war ein deutscher Sanitätsoffizier und Orthopäde.

## Leben
Bernbeck studierte In den 1930er Jahren an der Ludwig-Maximilians-Universität München Medizin und Philosophie. Am 1. April 1936 trat er in die Kriegsmarine ein. Im Zweiten Weltkrieg fuhr er als Schiffsarzt auf U 124 (Mai–September 1941), UIT 21 Finzi (Oktober–Dezember 1943) und U 155 (Januar–August 1944). 1944/45 war er in Lorient Flottillenarzt der 2. U-Flottille. Vom 10. Mai bis zum 10. Dezember 1945 war er in Lorient Kriegsgefangener. In München erlangte er 1942 den Dr. med., 1943 den Dr. phil. und 1952 den Dr. rer. nat. Zum Orthopäden ausgebildet wurde er wohl bei Georg Hohmann. Seit 1955 Professor, wurde er 1963 zum Chefarzt der Orthopädie im Hamburger AK Barmbek gewählt. Er engagierte sich in der (konservativen) Kinderorthopädie. In Hamburg war er Landesarzt für Körperbehinderte. Zur Pensionierung (1981) ehrte ihn die Stadt mit dem Portugaleser. Auf Initiative der Hamburger Morgenpost verklagten ihn 1984 über hundert der von ihm operierten Patienten wegen Kunstfehlern. Die Prozesse gingen in die bundesdeutsche Rechtsgeschichte ein und sensibilisierten die Öffentlichkeit für Patientenrechte. Die Freie und Hansestadt Hamburg als Bernbecks Arbeitgeber musste 1987 insgesamt 30 Millionen Deutsche Mark an Entschädigungen auszahlen. Von 1953 bis 1986 war Bernbeck Mitglied des Corps Hubertia München. Beerdigt wurde er auf dem Keitumer Friedhof auf Sylt.

## Werke
- mit Georg Hohmann und Matthias Hackenbroch: Spezielle Orthopädie = Rumpf (Wirbelsäule und Becken). Thieme, Stuttgart 1958.
- mit Alexander Sinios: Neuro-orthopedic screening in infancy : schedules, examinations, and findings. Urban & Schwarzenberg, Baltimore 1978.
- mit Jürgen Pramschiefer und Herbert D. Stolle: Technische Kinderorthopädie. Thieme, Stuttgart New York 1982.
- mit Günter Dahmen: Kinderorthopädie. Thieme, Stuttgart New York 1983.
- mit Ottmar Bengert und Herbert D. Stolle: Orthopädie-Geschichte in Hamburg : zur historischen Entwicklung der Hamburger Orthopädie und Rehabilitation Körperbehinderter / 1 Anfänge der Hamburger Orthopädie im 19. Jahrhundert. Belhadi, Kassel 1998.